# Henrique & Juliano
Henrique & Juliano – brazylijski duet, wykonujący muzykę sertanejo. Ich singiel pt. Cuida Bem Dela przez 8 tygodni był na pierwszym miejscu brazylijskiej listy przebojów Brasil Hot 100 Airplay.

## Kariera
Duet tworzą bracia Ricelly Henrique Tavares Reis (Henrique, ur. 23 maja 1989) i Edson Alves dos Reis Júnior (Juliano, ur. 27 listopada 1990) z miasta Palmeirópolis w stanie Tocantins. Muzyką interesują się od dziecka, a ich pasję wspierał ojciec Edson Alves dos Reis - fan muzyki sertaneja. Swoją twórczość początkowo wzorowali na utworach duetu João Paulo & Daniel, a następnie wykonywali piosenki z repertuaru zespołu Mamonas Assassinas, który był popularny w Brazylii w latach 90. Swoją pierwszą płytę nagrali na żywo podczas koncertu Balada Sertaneja z udziałem innych artystów tego gatunku muzycznego. W 2012 r. przeprowadzili się do Goiânii, gdzie dostali się pod opiekę agencji WorkShow i nagrali drugi album, na którym znalazł się przebój Vem Novinha. W 2013 r. wydali swoją pierwszą płytę DVD, zawierającą takie utwory jak Mistura louca, Recaídas, a przede wszystkim Não tô valendo nada. Ich druga płyta DVD została nagrana w 2014 r. na Stadionie Narodowym w Brasílii w obecności 15 tys. fanów. Z tej płyty pochodzi przebój Cuida Bem Dela. Trzecią płytę Novas Histórias Ao Vivo em Recife duet nagrał w 2016 r. w Recife, znalazły się na niej m.in. piosenki Na Hora da Raiva, Como É Que A Gente Fica, Nada, Nada i Flor E O Beija-Flor.

## Dyskografia

### Albumy na żywo
- Vem Curtir com a Gente (2011)
- Henrique & Juliano (2012)
- Ao Vivo em Palmas (2013)
- Ao Vivo em Brasília (2014)
- Novas Historias (2016)
- O Céu Explica Tudo (2017)

### Single
- Vem Novinha
- Não Tô Valendo Nada (z João Neto & Frederico)
- Mistura Louca (z Os Hawaianos)
- Separa, Namora
- Tá Namorando e Me Querendo
- Recaídas
- Até Você Voltar
- Cuida Bem Dela Mudando de Assunto
- Na Hora da Raiva
- Como é Que a Gente Fica
- Flor e o Beija-Flor (z Marílią Mendonça)
- Vidinha de Balada

### Występy gościnne
- Maior Que o Oceano (z Thiago Brava)
- 10 Minutos Longe de Você (z Victor & Leo)
- Acho que Esqueci de Mim (z Roberta Miranda)
- Colecionei (z Zé Ricardo & Thiago)
- Impasse (z Marílią Mendonça)
- Deixa a Gente Quieto (z João Bosco & Vinícius)
- A Mala é Falsa (z Felipe Araújo)

## Nagrody i nominacje
| Rok  | Nagroda           | Kategoria                           | Wynik     |
| ---- | ----------------- | ----------------------------------- | --------- |
| 2015 | Prêmio Multishow  | Najlepszy występ                    | Nominacja |
| 2015 | Meus Prêmios Nick | Najlepsza piosenka (Cuida Bem Dela) | Nominacja |
| 2016 | Prêmio Multishow  | Najlepszy zespół                    | Nagroda   |